# Borneacanthus
Borneacanthus là chi thực vật có hoa trong họ Acanthaceae.